# Ierax
Le Ierax (en français : Faucon) est un destroyer de la marine de guerre hellénique en service entre 1912 et 1946. 
Construit au Royaume-Uni à la veille des guerres balkaniques, le Ierax participe à la conquête de Psara sur les Ottomans en 1912. Pendant la Première Guerre mondiale, en 1916, le navire est confisqué par la France, qui le rend finalement au royaume de Grèce en 1918. Durant la guerre civile russe, le Ierax est utilisé pour évacuer les Grecs de Russie avant de participer à la guerre gréco-turque. Pendant la Seconde Guerre mondiale, le navire échappe au forces allemandes et sert sous les ordres du gouvernement grec en exil. En avril 1944, l'équipage du bateau participe à la mutinerie pro-communiste de la marine grecque. Deux ans plus tard, le Ierax est désarmé.